# 姫路アニマルズ
姫路アニマルズ（himeji animals）は、兵庫県姫路市を中心に活動するソフトテニスのクラブチームである。

## チーム発足
- 1991年 - 兵庫県姫路市網干区坂上の「ワダスポーツ」のスタッフを中心に男子部を発足。
- 2006年 - 女子部結成。
- 2007年 - 36歳以上の成年隊を結成。

## 部員数
- 2010年に100名を超える（男子89名・女子29名）。年齢は19歳から49歳まで。

## 部訓と目標
- 部訓：「血は繋がらずとも兄弟の如し」
- 目標：公私共に支え、競い合うことで生まれる最強のチームワークを武器に、クラブチーム日本一を目指す。

## 過去の戦績
- 1998年 - 第5回 全日本クラブソフトテニス選手権 男子・第3位
- 1999年 - 第6回 全日本クラブソフトテニス選手権 男子・準優勝
- 2000年 - 第7回 全日本クラブソフトテニス選手権 男子・優勝（初優勝）
- 2001年 - 第8回 全日本クラブソフトテニス選手権 男子・優勝（2連覇）
- 2002年 - 第9回 全日本クラブソフトテニス選手権 男子・第3位
- 2003年 - 第10回 全日本クラブソフトテニス選手権 男子・第3位
- 2004年 - 第11回 全日本クラブソフトテニス選手権 男子・ベスト8
- 2005年 - 第12回 全日本クラブソフトテニス選手権 男子・優勝（3回目）
- 2007年 - 第14回 全日本クラブソフトテニス選手権 女子・優勝（初優勝）
- 2008年 - 第15回 全日本クラブソフトテニス選手権 女子・第3位
- 2010年 - 第17回 全日本クラブソフトテニス選手権 女子・準優勝、男子・第3位
- 2011年 - 第18回 全日本クラブソフトテニス選手権 女子・準優勝、男子・第3位